# 1900 en aéronautique
Chronologie de l'aéronautique
- 1896
- 1897
- 1898
- 1899
- 1900
- 1901
- 1902
- 1903
- 1904

Cet article présente les faits marquants de l'année 1900 en aéronautique.

## Évènements
- 2 juillet : le comte Ferdinand von Zeppelin fait voler son dirigeable LZ 1 au-dessus du lac de Constance, à Friedrichshafen. Il transporte cinq passagers durant un vol de 20 minutes.

- Septembre : les frères Wright commencent à tester avec succès leur Glider I en tant que cerf-volant à Kitty Hawk (États-Unis). Ce cerf-volant/planeur fut construit sur les indications d'Octave Chanute.

- 30 septembre : premier atterrissage d'un ballon français en Russie. Le Centaure du pilote de la Vaux parcours 1 237 km en 21 heures et 34 minutes pour atteindre Bresc-Konyaski, en Russie.

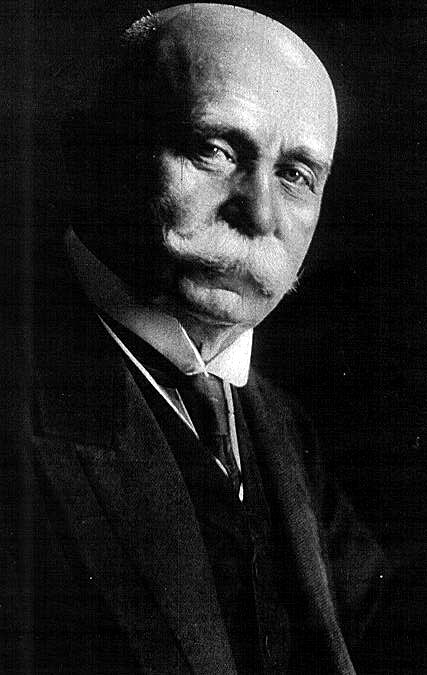
Ferdinand von Zeppelin.
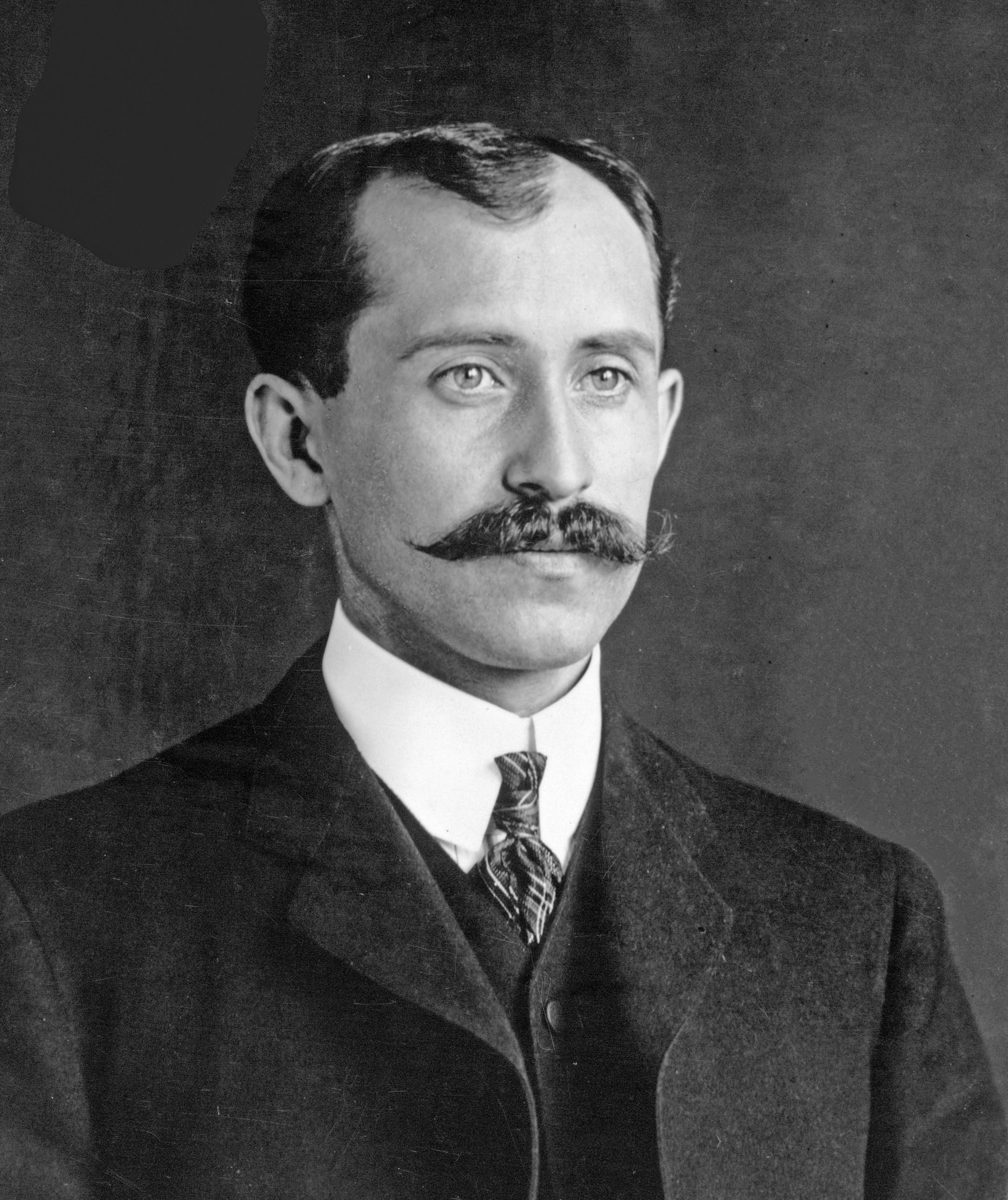
Orville Wright (1871-1948.
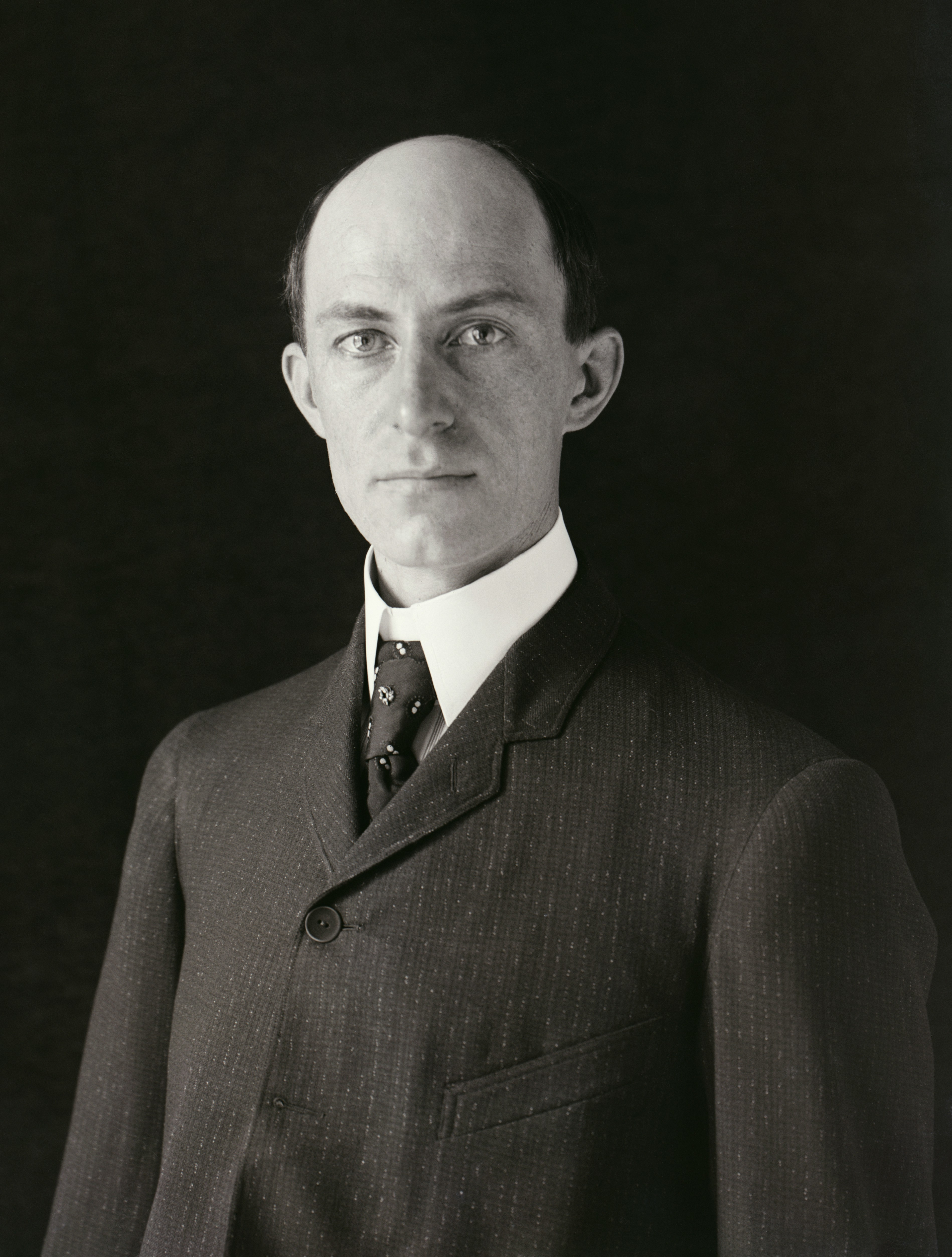
Wilbur Wright (1867-1912.